# Wasyl Niebyłowec
Wasyl Niebyłowec – ksiądz greckokatolicki, proboszcz w Perehińsku, poseł do Sejmu Krajowego Galicji VII kadencji.